# Nikolaus Joseph Brahm
Nikolaus Joseph Brahm (Mainz, 18 mei 1754 - Mainz, 29 juni 1821), was een Duits entomoloog.
Brahm was de auteur van Insektenkalender für Sammler und Oekonomen. Hij was tevens advocaat. 
Als entomoloog heeft Brahm verschillende soorten van Coleoptera en Lepidoptera voor het eerst wetenschappelijk beschreven. Er is geen informatie over het lot van zijn collectie.

## Enkele insecten beschreven door Brahm
- Aethes williana (geschaafd smalsnuitje)
- Pabulatrix pabulatricula (mot uit de Noctuidae familie)
- Coleophora onosmella (kokermot uit de Coleophoridae familie)
- Chlorophorus herbstii (boktor (Cerambycidae) soort)
- Prasocuris junci (bladhaantjes (Chrysomelidae) soort)
- Dermestes undulatus (spekkever (Dermestidae) soort)